# Elijah Allsopp
Elijah Allsopp (1877 - 1958) là một cầu thủ bóng đá thi đấu ở Football League cho Notts County. He cũng thi đấu cho Bury.